# Dani Ojeda
Daniel „Dani” Ojeda Saranova (ur. 3 grudnia 1994 w Las Palmas de Gran Canaria) – hiszpański piłkarz występujący na pozycji napastnika w Albacete Balompié.